# خانه عظیم محسنی
خانه آقای عظیم محسنی مربوط به دوره معاصر است و در شهرستان فومن، شهرک ماسوله واقع شده و این اثر در تاریخ ۲۵ اسفند ۱۳۸۰ با شمارهٔ ثبت ۵۳۴۱ به‌عنوان یکی از آثار ملی ایران به ثبت رسیده است.